# جيوزيبي ماسكارا

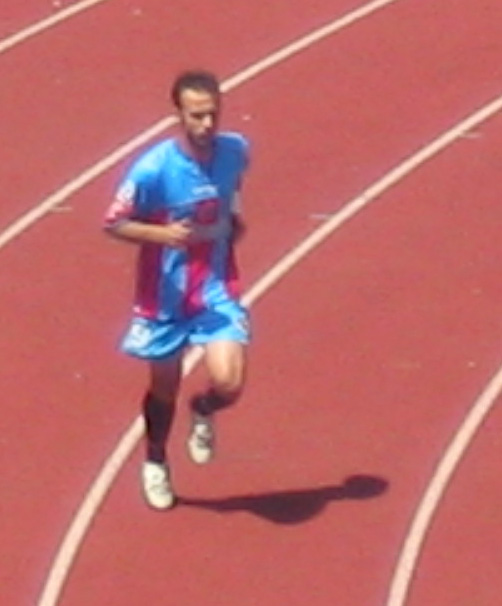

جيوزيبي ماسكارا (بالإيطالية: Giuseppe Mascara)‏ (مواليد 24 مارس 1979 في كالتاجيروني - إيطاليا) لاعب كرة قدم إيطالي يلعب حاليا لصالح نادي الدرجة الأولى نابولي الإيطالي منذ 2011 في مركز المهاجم كما يجيد اللعب في مركز الجناح الأيمن والأيسر .

## روابط خارجية
- جيوزيبي ماسكارا على موقع الاتحاد الأوربي (الإنجليزية)
- جيوزيبي ماسكارا على موقع قاعدة بيانات كرة القدم.إي يو (الإنجليزية)
- جيوزيبي ماسكارا على موقع ناشيونال فوتبول تيمز (الإنجليزية)
- جيوزيبي ماسكارا على موقع Soccerway.com (الإنجليزية)
- جيوزيبي ماسكارا على موقع عالم كرة القدم.نت (الإنجليزية)
- جيوزيبي ماسكارا على موقع كووورة